# Sheng Shicai
Sheng Shicai (chiń. 盛世才; pinyin Shèng Shìcái; ur. 3 grudnia 1897 w Kaiyuan w prowincji Liaoning, zm. 13 lipca 1970 w Tajpej) – chiński polityk i wojskowy, faktyczny władca prowincji Sinciang w latach 1933–1944 rządzący jako watażka.

## Życiorys
Sheng Shicai urodził się w Kaiyuan w prowincji Liaoning. Służył w Armii Narodowej.
Pierwszy raz do prowincji Sinciang został wysłany w 1930 roku, aby służyć pod rozkazami ówczesnego gubernatora Jin Shurena. Podczas zwalczania ujgurskiej rebelii w Kumulu (luty-październik 1931) uzależnił prowincję od ZSRR, w zamian uzyskując pomoc w likwidowaniu powstania. Realną władzę nad prowincją sprawował wtedy konsul generalny ZSRR w Urumczi.
W 1933 zaczął rządzić Sinciangiem jako watażka. W 1936 roku wygnał około 20 tysięcy Kazachów z Sinciangu na tereny opanowane przez Huihui (chińskich muzułmanów), dowodzonych przez generała Ma Bufanga. Kazachowie zostali wymordowani przez wojska Ma (ocalało jedynie 135 osób). W latach 1928–1937 na terenie Sinciangu miała miejsce muzułmańska rebelia pod dowództwem Ma Zhongyanga, ale ostatecznie Sheng Shicai pokonał rebeliantów, w czym pomogło mu sowieckie wsparcie.
W 1937 roku doprowadził do czystek na terenie prowincji Sinciang na wzór czystek, które przeprowadził Józef Stalin w Związku Radzieckim. Stalin zażądał aby Sheng dołączył do KPZR, co ten uczynił w sierpniu 1938. Prowincja była pod faktycznymi rządami Sowietów, Sheng konsultował się przed podjęciem jakiejkolwiek decyzji z konsulem w Urumczi.
Uzależniony od ZSRR Sheng zdecydował się w 1942 roku na próbę usamodzielnienia. Wystąpił z KPZR i usunął wszystkich radzieckich doradców, w tym Mao Zemina, brata Mao Zedonga. Podejmując te działania liczył, że Kuomintang będzie popierał jego rządy w prowincji. Po porażce III Rzeszy w bitwie pod Stalingradem ponownie próbował zmienić front. Stalin odmówił, a o próbach Shenga poinformował władze kuomintangowskie. W sierpniu 1944 roku został usunięty ze stanowiska gubernatora.
W 1942 roku dołączył do partii Kuomintang, a 11 września 1944 roku stał się członkiem kuomintangowskiego rządu, w którym objął funkcję ministra rolnictwa i leśnictwa. Po zakończeniu chińskiej wojny domowej uciekł na Tajwan. Zmarł tam 13 lipca 1970 roku w Tajpej z powodu krwotoku śródmózgowego.